# Ida von Nagel
Ida Leopolda Sophia Maria Huberta Freiin von Nagel (* 15. Mai 1917 in Beberbeck, heute Stadtteil von Hofgeismar; † 29. August 1971 in Warendorf) war eine deutsche Dressurreiterin.
Ida von Nagel wurde als Tochter von Paul von Nagel-Doornick (1875–1935) und mit Elisabeth von Merveldt (* 1876) als jüngstes von fünf Geschwistern geboren.
Bei den Olympischen Spielen in Helsinki gewann die deutsche Mannschaft die Bronzemedaille im Dressurreiten mit Heinz Pollay auf Adular (7. der Einzelwertung), Ida von Nagel auf Afrika (10. der Einzelwertung) und Fritz Thiedemann auf Chronist (12. der Einzelwertung). Alle drei Pferde waren im Gestüt Vornholz gezogen, das Ida von Nagels Bruder Clemens Freiherr von Nagel-Doornick (1908–1977) am Familienstammsitz der Nagels beim Wasserschloss Haus Vornholz in Ostenfelde seit 1937 führte.
Während Ida von Nagel ihre Karriere nach den Olympischen Spielen 1952 beendete, gewann ihr Pferd Afrika 1956 in Stockholm unter Anneliese Küppers die Silbermedaille mit der Mannschaft.
Ida von Nagel war die erste deutsche Reiterin, die eine olympische Medaille gewinnen konnte. Zusammen mit der Dänin Lis Hartel, die 1952 Silber in der Einzelwertung gewann, war Ida von Nagel die erste olympische Medaillengewinnerin im Reitsport. Insgesamt traten bei der olympischen Premiere für Reiterinnen 1952 vier Frauen an, außer Hartel und von Nagel noch die Norwegerin Elsa Christophersen und Marjorie Haines aus den USA.
Für ihre sportlichen Leistungen erhielt sie am 27. Oktober 1952 das Silberne Lorbeerblatt.